# Campo Ramond-Ramond
Em física teórica, os campos Ramond-Ramond são campos de forma diferencial nas dez dimensões de espaço-tempo das teorias tipo II  de supergravidade, que são os limites clássicos de tipo II a teoria das cordas.
O posto dos campos depende em qual teoria do tipo II é considerado. Como Joseph Polchinski argumentou em 1995, D-branas são os objetos com cargas que funcionam como fontes para estes campos, de acordo com as regras da P-forma eletrodinâmica. Há conjecturas que os campos quânticos Ramond-Ramond não são campos de formas diferenciais, mas em vez disso são classificados pela  K-teoria trançada.
O adjetivo "Ramond-Ramond" reflete o fato de que no formalismo RNS, estes campos aparecem no setor de Ramond-Ramond em qual todos os férmions vetores são periódicos. Ambos os usos da palavra "Ramond" referem-se a Pierre Ramond, que estudou as condições de limite e tais campos que as satisfazem em 1971.